# همسران خوش ویندزور (فیلم ۱۹۵۰)
همسران خوش ویندزور (انگلیسی: The Merry Wives of Windsor) فیلمی در ژانر موزیکال برگرفته از نمایشنامه ویلیام شکسپیر است که در سال ۱۹۵۰ منتشر شد. 